# La Zarza (Badajoz)
La Zarza es un municipio español perteneciente a la provincia de Badajoz (comunidad autónoma de Extremadura). Se sitúa al sur de Mérida.

## Toponimia
Posiblemente el nombre de la localidad da fe de los muchos arbustos de ramas espinosas y frutos de la familia de las rosáceas, las zarzas (Rubus ulmifolius), localizadas en las riberas de ríos y arroyos próximos al municipio.
En sus comienzos La Zarza fue llamada Zarza de Alange, dada su condición de aldea dependiente de este municipio limítrofe, en cuya encomienda se integraba. A lo largo del siglo XIX y principios del XX, el nombre fue oscilando alternativamente entre Zarza de Alange y Zarza junto a Alange tomando definitivamente la primera denominación desde 1916. No sería hasta el 20 de marzo de 1991 cuando La Zarza adquiere su actual nombre, por decreto publicado en el Diario Oficial de Extremadura, culminando de tal modo la vieja aspiración de autonomía de la población. En el presente, con 3620 habitantes, resulta la población más importante de la comarca Tierra de Mérida - Vegas Bajas después de la capital, Calamonte y Arroyo de San Serván.

## Geografía
Se asienta junto a la sierra del Calvario y muy próximo a la desembocadura del río Matachel en el río Guadiana, cerca de la presa de Alange. Si bien el municipio se encuentra a menos de 15 km en dirección sureste de la capital extremeña, Mérida, esta distancia se amplía por carretera a 22 km. Limita al norte con Villagonzalo, al este con Guareña y Oliva de Mérida, al sur con Alange y al oeste con los municipios de Mérida y Don Álvaro. Pertenece a la comarca de Tierra de Mérida - Vegas Bajas y al partido judicial de Mérida.
La situación del pueblo en la falda de la sierra, le hace tener calles de fuerte pendiente separándolo popularmente en dos zonas: la zona alta, más antigua, en donde residen los cabileños, y la zona más baja y moderna, morada de los chumberos.

## Historia
La presencia humana en los alrededores hace aparición durante la prehistoria, haciéndose esta testimonial en forma de pinturas rupestres en los abrigos (pequeños huecos en la roca) de la sierra de las Viñas y la sierra de las Calderitas, situadas al sur de la localidad.
Sin embargo, no sería hasta 1235 cuando aparecen las primeras referencias al asentamiento actual de La Zarza de Alange en el Fuero de Mérida. Por aquel entonces la aldea se denominaba Zarza junto a Alange, al depender de esta, localizándose en el enclave fundado por el maestre Pelayo Pérez Correa, perteneciente a la Orden de Santiago. Esta orden militar y religiosa de cruzados originaria del reino de León fue la encargada de recuperar la aldea junto con el resto de la región a manos de los musulmanes durante la Reconquista.
La primera posible mención que se tiene de La Zarza puede retrotraerse cinco años más aún. Según la "Crónica de la orden de Alcántara", en la carta de donación que hace el monarca Alfonso IX de León de ciertas propiedades en Mérida a favor de dicha Orden, en compensación por el servicio prestado en la batalla de Alange contra el rey moro Abenhut: "Facta carta apud Zarza apud Emeritam vigesima die Martii, Era 1268" es decir, "Es la fecha en la Zarza junto a Mérida, treinta días de Marzo, Era de 1268", que es el año d. C. 1230.
No sería hasta 1585 cuando, mediante el pago de 16 752 ducados a Felipe II, la localidad de La Zarza pasó a tener el título de Villa, separándose de este modo del municipio limítrofe de Alange.
En 1594 La Zarza formaba parte de la provincia León de la Orden de Santiago y contaba con 358 vecinos pecheros.
A la caída del Antiguo Régimen la localidad, se constituye en municipio constitucional en la región de Extremadura. Desde 1834 quedó integrado en el partido judicial de Mérida. En el censo de 1842 contaba con 695 hogares y 2410 vecinos.

## Demografía
La Zarza cuenta con una población de 3345 habitantes (INE 2024).
| Gráfica de evolución demográfica de La Zarza entre 1842 y 2021 |
| |
| Población de derecho según los censos de población del INE. Población de hecho según los censos de población del INE.En este censo se denominaba Zarza de Alanje: 1842. En estos censos se denominaba Zarza junto Alanje: 1857 y 1860. En estos censos se denominaba Zarza junto Alange: 1877, 1887, 1897, 1900 y 1910. En estos censos se denominaba Zarza de Alange: 1920, 1930, 1940, 1950, 1960, 1970, 1981 y 1991. |

En los últimos años La Zarza viene demostrando un crecimiento vegetativo negativo o nulo, debido fundamentalmente a la reducida tasa de natalidad (8,1-13,0 por cada mil hab.) frente a una tasa de mortalidad de similares valores. Este hecho viene reflejado por el característico envejecimiento de la población propio de los países con alto Índice de Desarrollo Humano.
La población es mayoritariamente masculina (1790 hombres frente a 1752 mujeres), si bien, como también sucede en la población española, se refleja un mayor porcentaje de mujeres en edades superiores a los 64 años. Además es patente un envejecimiento de la población (más del 20 % son mayores de 64 años) algo superior a la media española, producido no solo por la baja natalidad, sinto también por el retorno de los emigrantes de los años 50-60 así como por el vació provocado por la emigración ocurrida en los años 70-80 y el hueco generacional entre la gente de 20 y 30 años.

## Economía
Una de sus principales actividades económicas es la pequeña y mediana empresa, destacando la elaboración de los dulces típicos de la localidad, sobre todo, de la rosca de hojaldre. Al igual que en los alrededores, se trabaja en el sector agrícola.

## Símbolos

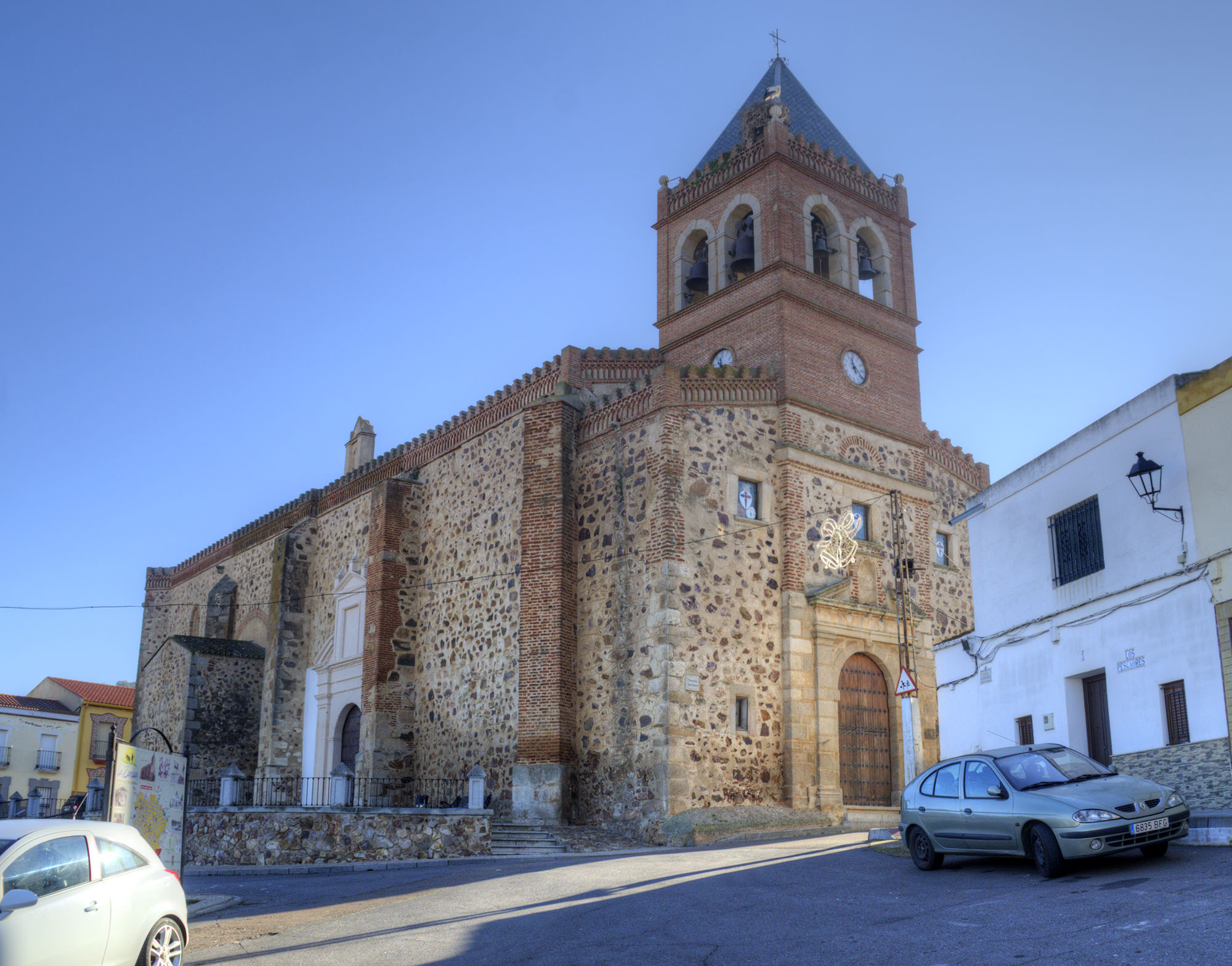
Iglesia de San Martín

El escudo heráldico que representa al municipio sigue el siguiente blasón o descripción escrita:

«Escudo de oro, una zarza arrancada de sinople, frutada de oro. Bordura de plata con ocho cruces de Santiago de gules. Al timbre, Corona Real Cerrada.»
Diario Oficial de Extremadura nº 59 de 1 de agosto de 1991

La bandera municipal, aprobada en la misma fecha, se describe de la siguiente manera:

«Bandera cuadra, de color rojo con una banda blanca, con el escudo heráldico municipal brochante al centro y en sus colores.»
Diario Oficial de Extremadura nº 59 de 1 de agosto de 1991

## Patrimonio

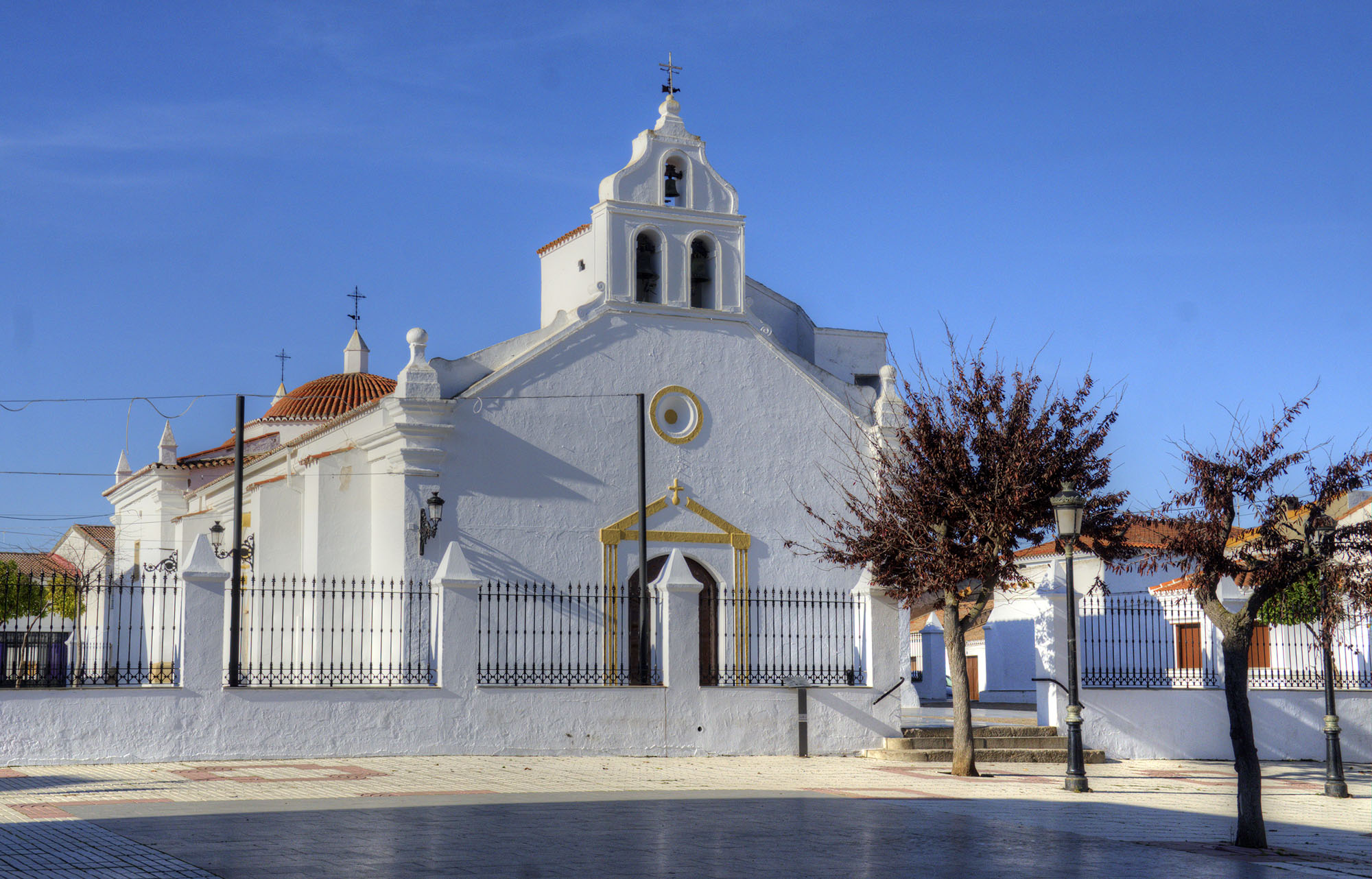
Ermita de Nuestra Señora de las Nieves

La iglesia parroquial católica de San Martín, en la archidiócesis de Mérida-Badajoz. Perteneciente al siglo XVI con diferentes remodelaciones y reformas.